# Державне мовлення
Державна мова — закріплена законодавством мова, вживання якої обов'язкове в органах державного управління та діловодства, установах та організаціях, на підприємствах, у державних закладах освіти, науки, культури, у сферах зв'язку та інформатики тощо. Державною мовою в Україні є українська мова.
Кожному гарантується право споживати інформаційну продукцію засобів масової інформації будь-якою мовою. Це право з поважанням принципу незалежності і самостійності засобів масової інформації забезпечується створенням умов для розповсюдження інформації різними мовами і вільного вибору мови її споживання. Держава сприяє виданню і розповсюдженню аудіо- та аудіовізуальних творів, друкованих видань державною мовою, регіональними мовами або мовами меншин.
Офіційна інформація про діяльність органів державної влади та органів місцевого самоврядування поширюється державною мовою, а у межах території, на якій поширена регіональна мова (мови), також цією регіональною мовою (мовами). У разі поширення офіційної інформації мовою, яка відрізняється від державної, поширювач повинен забезпечити автентичний переклад з мови, на якій поширюється ця інформація, на державну мову.
Телерадіоорганізації України можуть на власний розсуд вести мовлення державною мовою, регіональними мовами або мовами меншин, мовами міжнародного спілкування та іншими мовами — як однією, так і кількома мовами. Обсяги загальнодержавного, регіонального і місцевого мовлення державною мовою, регіональними мовами або мовами меншин мають відповідати чисельності мовних груп і визначаються самими мовниками, крім випадків, передбачених Законом України «Про телебачення і радіомовлення» стосовно обов'язкової частки пісень державною мовою, частки ведення передач державною мовою.
Трансляція аудіовізуальних творів здійснюється мовою оригіналу або із дублюванням, озвученням чи субтитруванням державною мовою, регіональними мовами або мовами меншин на розсуд телерадіоорганізацій. За наявності технічних можливостей телерадіоорганізації здійснюють трансляцію аудіовізуальних творів кількома мовами із забезпеченням вільного вибору споживачами мови цих творів.
Держава гарантує свободу прямого прийому радіо- і телепередач із сусідніх країн, які транслюються такими самими або схожими до державної мови або до регіональних мов і мов меншин України мовами, і не перешкоджає ретрансляції радіо- і телепередач із сусідніх країн, які випускаються в ефір такими мовами, а також забезпечує свободу виявлення поглядів і вільне поширення інформації друкованих засобів інформації такими мовами. Здійснення зазначених свобод може мати обмеження, які встановлені законом. Мова друкованих засобів масової інформації визначається їх засновниками відповідно до установчих документів.
Друкована продукція службового та ужиткового користування (бланки, форми, квитанції, квитки тощо), що розповсюджується органами державної влади і органами місцевого самоврядування, державними підприємствами, установами та організаціями, видається державною мовою. У межах території, на якій поширена регіональна мова (мови), що відповідає умовам частини третьої статті 8 цього Закону, за рішенням місцевої ради така продукція може видаватися і цією регіональною мовою (мовами). У видавництві друкованої продукції ужиткового користування, що розповсюджується приватними підприємствами, установами, організаціями, приватними підприємцями, громадянами, вільно використовуються державна мова, регіональні мови або мови меншин та інші мови.